# Вейкел
Вейкел (нід. Wijckel) — село в нідерландській провінції Фрисландія. Входить до муніципалітету Фріске-Маррен.
Його площа становить 11,71 км², а населення станом на 2021 рік складало 625 осіб.
Перша згадка про населений пункт датується 13-им сторіччям.

## Галерея

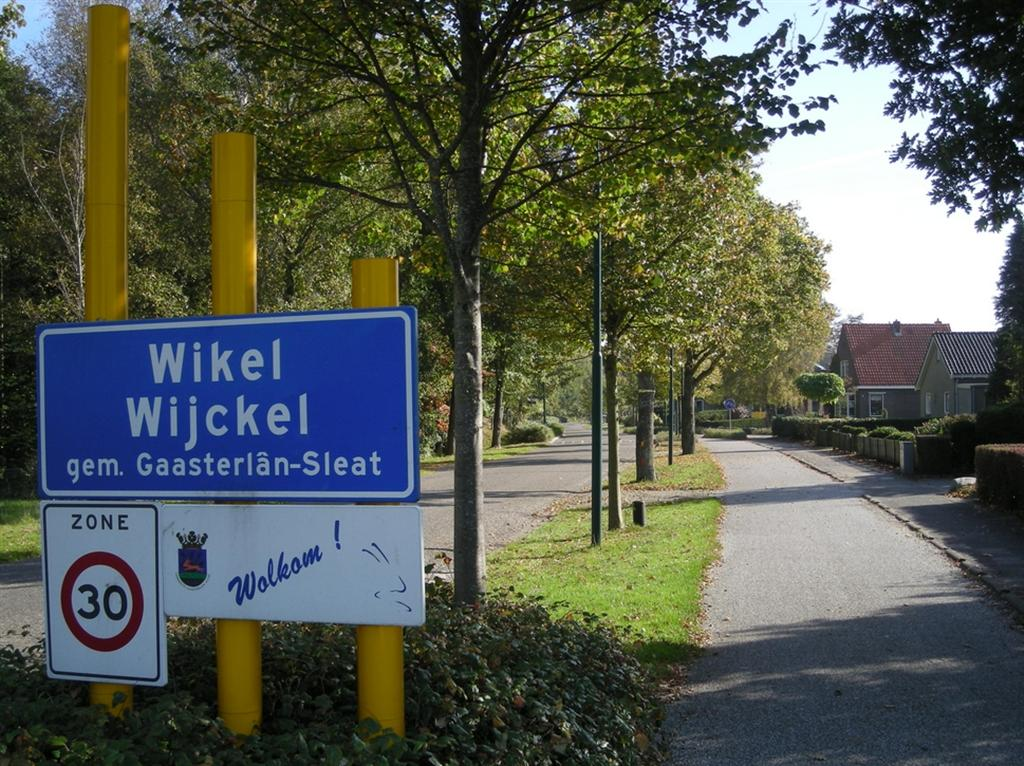
В'їзд до села
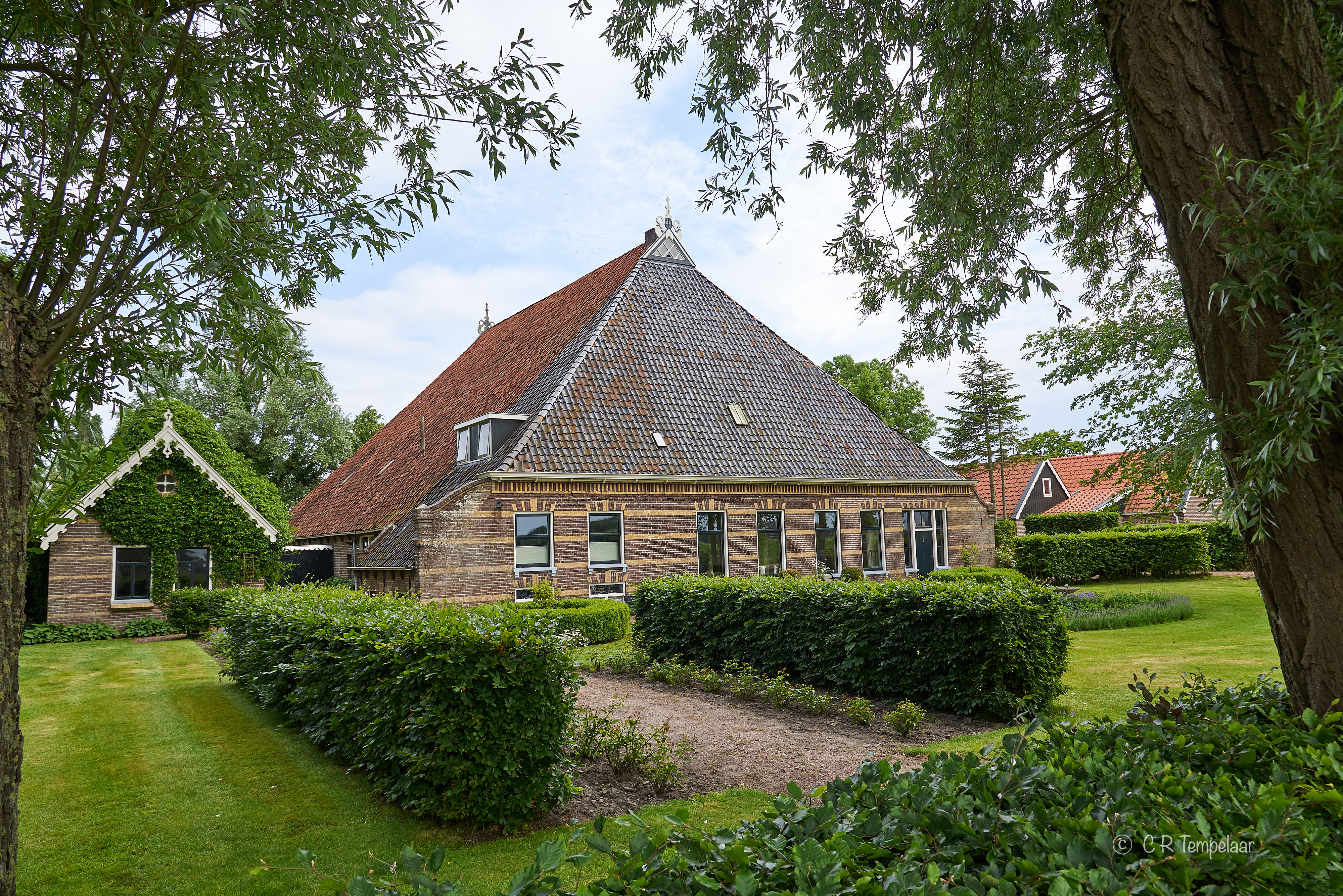
Ферма у Вейкелі
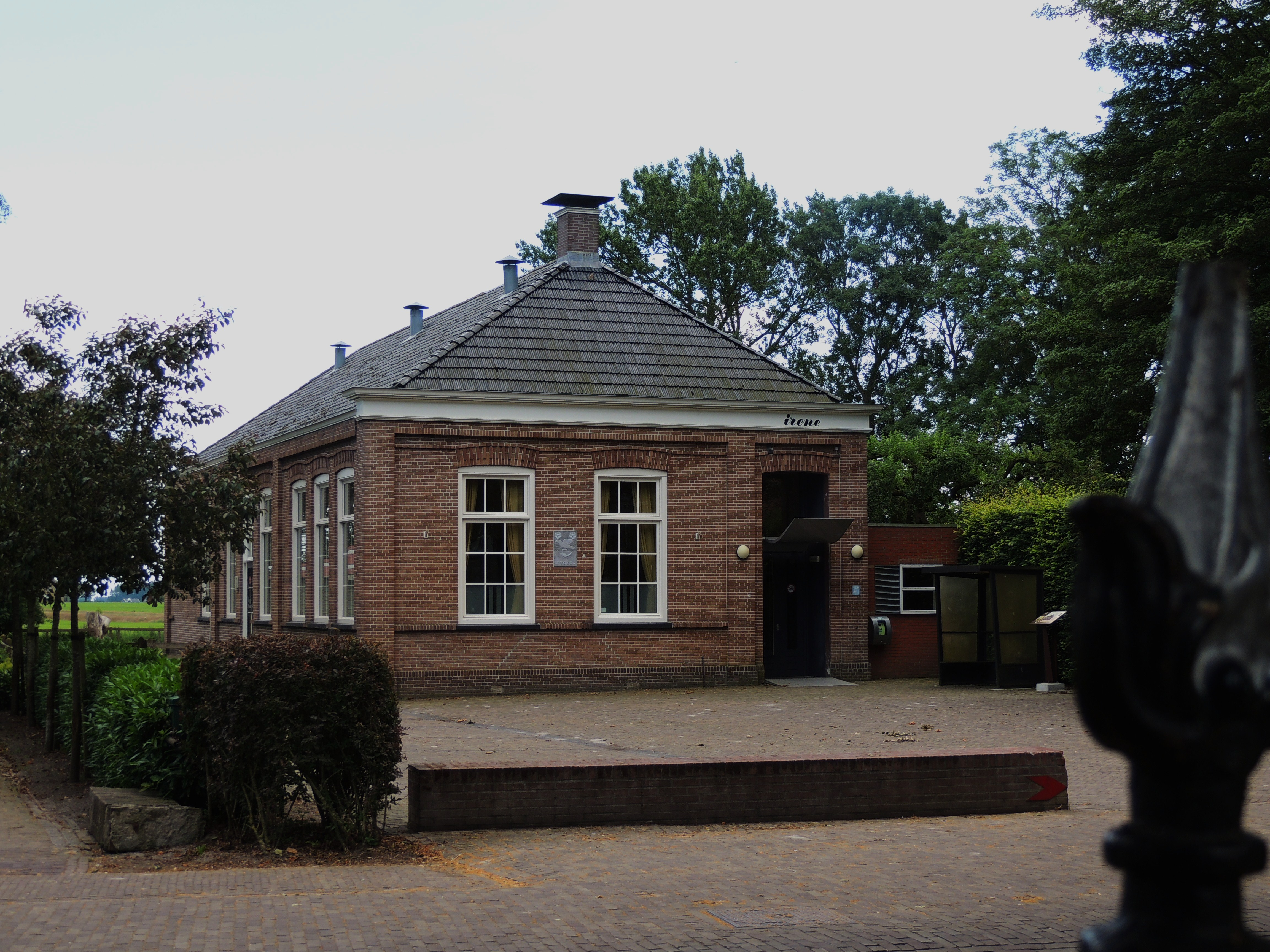
Приміщення колишньої школи
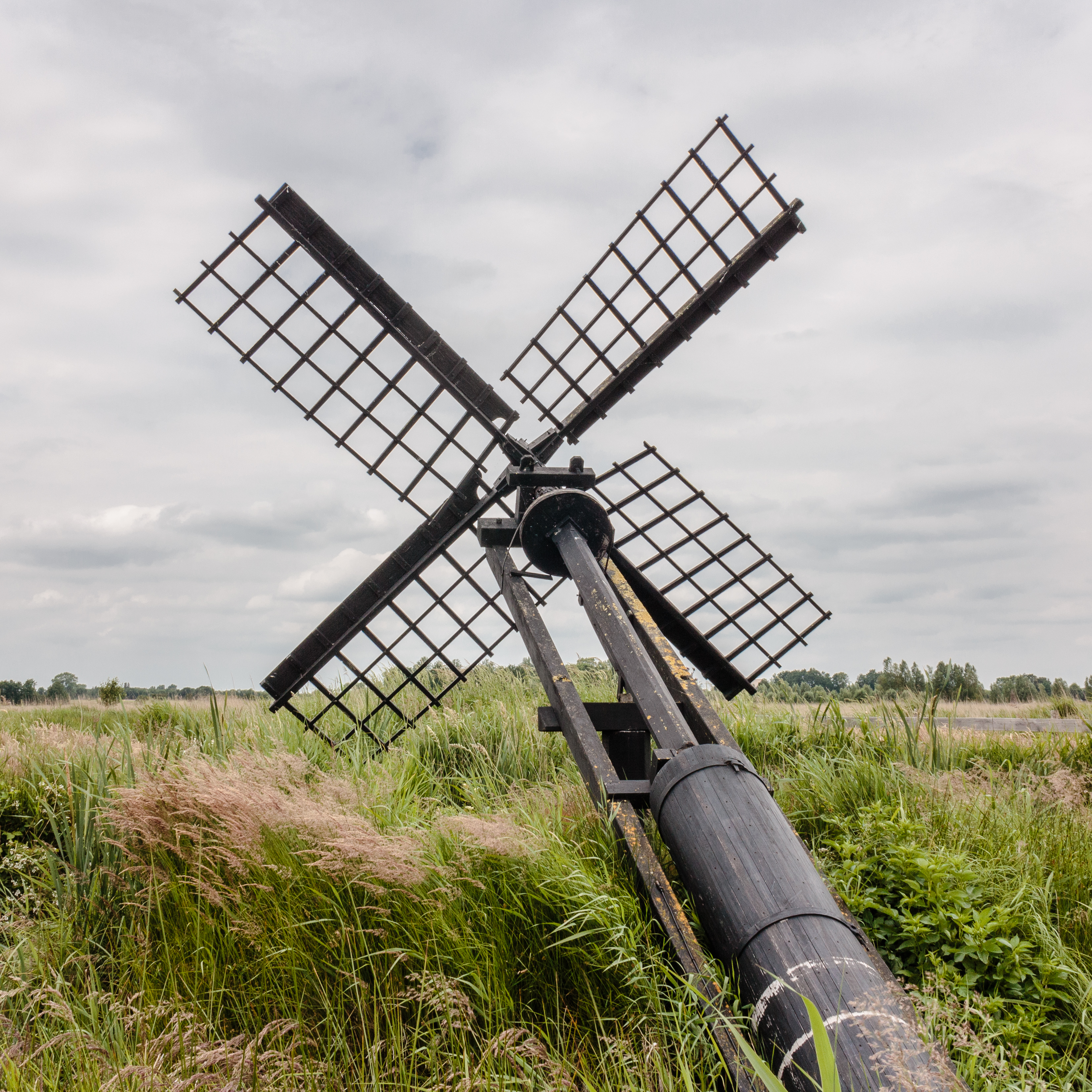
Дренажний вітряк